# Steenvoorde-Zuid
Steenvoorde-Zuid is een wijk in het zuidwesten van de Nederlandse gemeente Rijswijk (Zuid-Holland) en is de grootste woonwijk in die gemeente. Dit voormalige tuinbouw-, weiden- en boerderijengebied wordt begrensd door de Sir Winston Churchilllaan in het noorden, de Prinses Beatrixlaan in het oosten, het water Dulder en autosnelweg A4 in het zuiden, en de Korte- of Rijnerwatering aan de westkant. De wijk wordt gekenmerkt door de vele flatgebouwen, die afgewisseld worden door eengezinswoningen, veel groen en waterlopen.
De naam Steenvoorde komt van de historische buitenplaats Steenvoorde in Rijswijk, een middeleeuws kasteel uit de 13e eeuw. Een voorde is een doorwaadbare plaats in een waterloop. Steenvoorde is dus vermoedelijk een soort stenen brug geweest en dat was speciaal omdat de meeste bruggen in die tijd van hout waren.
De wijk omvat de buurten Stervoorde, Eykelenburg en Hoekpolder. De hiernaast afgebeelde kaart dateert uit 2008 en is daardoor niet in overeenstemming met de gegevens uit 2021. Door de bouw van de wijk RijswijkBuiten, is de voormalige buurt Sion daarin opgenomen. De wijk draagt het wijknummer 09.
De wijk heeft voorzieningen, zoals een klein winkelcentrum, een gezondheids- en een wijkcentrum. Er is een manege en er staan aan de westkant enkele boerderijen uit de 17e eeuw, waaronder Zuidervoorde en Eykelenburg. Ten zuiden hiervan liggen volkstuinencomplexen en de Algemene Begraafplaats en het crematorium Eikelenburg. De Sterrenwacht Rijswijk en het sportpark Hoekpolder bevinden zich nabij de A4. Aan de uiterste zuidwestpunt bevindt zich het natuur- en recreatiepark de Hoekpolder met de De Schaapweimolen en het restant van de Hoekmolen. Het gehele gebied was in de 50- en 60-er jaren oliewingebied van de NAM en vormde met het eerste olieconcessiegebied in Nederland de aanzet tot de huidige Concessie Rijswijk. Nabij de boerderijen bevindt zich een oorlogsmonument ter herinnering aan de deels omgekomen bemanning van een ter plekke in 1944 neergestorte Liberator B-24 van de United States Army Air Forces.